# Championnat du monde moins de 18 ans de hockey sur glace 2013
Navigation
Brno — Znojmo - Břeclav 2012 Lappeenranta - Imatra 2014
Le Championnat du monde moins de 18 ans de hockey sur glace 2013 se déroule à Sotchi en Russie.

## Division Élite
L'épreuve se dispute du 18 au 28 avril 2013. Les matchs sont joués à la Chaïba Arena et au Palais des glaces Bolchoï.

### Tour préliminaire

#### Groupe A
| Date     | Équipe             | Score | Équipe             | Score par période |
| -------- | ------------------ | ----- | ------------------ | ----------------- |
| 18 avril | Lettonie           | 0-7   | Finlande           | 0-4, 0-1, 0-2     |
| 18 avril | Russie             | 4-3   | États-Unis         | 1-2, 1-0, 2-1     |
| 19 avril | République tchèque | 7-0   | Lettonie           | 3-0, 2-0, 2-0     |
| 20 avril | États-Unis         | 4-3   | République tchèque | 1-2, 3-1, 0-0     |
| 20 avril | Finlande           | 1-3   | Russie             | 0-0, 0-2, 1-1     |
| 21 avril | Lettonie           | 1-7   | États-Unis         | 0-4, 1-0, 0-3     |
| 22 avril | Finlande           | 4-3   | République tchèque | 1-0, 3-0, 0-3     |
| 22 avril | Russie             | 10-2  | Lettonie           | 3-1, 3-1, 4-0     |
| 23 avril | États-Unis         | 1-2   | Finlande           | 1-0, 0-1, 0-1     |
| 23 avril | République tchèque | 2-5   | Russie             | 0-0, 1-3, 1-2     |

| Clt   | Équipe     | PJ | V | VP | D | DP | BP | BC | Diff | Pts |
| ----- | ---------- | -- | - | -- | - | -- | -- | -- | ---- | --- |
| +001, | Russie     | 4  | 4 | 0  | 0 | 0  | 22 | 8  | +14  | 12  |
| +002, | Finlande   | 4  | 3 | 0  | 0 | 1  | 14 | 7  | +7   | 9   |
| +003, | États-Unis | 4  | 2 | 0  | 0 | 2  | 15 | 10 | +5   | 6   |
| +004, | Tchéquie   | 4  | 1 | 0  | 0 | 3  | 15 | 13 | +2   | 3   |
| +005, | Lettonie   | 4  | 0 | 0  | 0 | 4  | 3  | 31 | -28  | 0   |

- Qualifié pour les demi-finales
- Barrage de relégation

#### Groupe B
| Date     | Équipe    | Score | Équipe    | Score par période |
| -------- | --------- | ----- | --------- | ----------------- |
| 18 avril | Allemagne | 1-9   | Suède     | 1-3, 0-4, 0-2     |
| 18 avril | Slovaquie | 1-4   | Canada    | 1-2, 0-0, 0-2     |
| 19 avril | Suisse    | 4-1   | Slovaquie | 2-0, 1-0, 1-1     |
| 20 avril | Canada    | 3-1   | Allemagne | 2-0, 1-1, 0-0     |
| 20 avril | Suède     | 6-0   | Suisse    | 3-0, 1-0, 2-0     |
| 21 avril | Slovaquie | 2-5   | Suède     | 0-1, 1-3, 1-1     |
| 22 avril | Canada    | 10-1  | Suisse    | 2-0, 6-1, 2-0     |
| 22 avril | Allemagne | 6-3   | Slovaquie | 2-2, 2-1, 2-0     |
| 23 avril | Suède     | 0-6   | Canada    | 0-1, 0-3, 0-2     |
| 23 avril | Suisse    | 3-0   | Allemagne | 1-0, 1-0, 1-0     |

| Clt   | Équipe    | PJ | V | VP | D | DP | BP | BC | Diff | Pts |
| ----- | --------- | -- | - | -- | - | -- | -- | -- | ---- | --- |
| +001, | Canada    | 4  | 4 | 0  | 0 | 0  | 23 | 3  | +20  | 12  |
| +002, | Suède     | 4  | 3 | 0  | 0 | 1  | 20 | 9  | +11  | 9   |
| +003, | Suisse    | 4  | 2 | 0  | 0 | 2  | 8  | 17 | -9   | 6   |
| +004, | Allemagne | 4  | 1 | 0  | 0 | 3  | 8  | 18 | -10  | 3   |
| +005, | Slovaquie | 4  | 0 | 0  | 0 | 4  | 7  | 19 | -12  | 0   |

- Qualifié pour les demi-finales
- Barrage de relégation

### Barrage de relégation
| Date     | Équipe    | Score | Équipe    | Score par période |
| -------- | --------- | ----- | --------- | ----------------- |
| 25 avril | Slovaquie | 5-2   | Lettonie  | 2-0, 1-2, 2-0     |
| 26 avril | Lettonie  | 2-3   | Slovaquie | 2-2, 0-0, 0-1     |

### Séries éliminatoires
|  | Quarts de finale | Quarts de finale |            |        | Demi-finales           | Demi-finales |  |  | Finale   | Finale |
|  | Quarts de finale | Quarts de finale |            |        | Demi-finales           | Demi-finales |  |  | Finale   | Finale |
|  |                  |                  |            |        |                        |              |  |  |          |        |
|  |                  |                  |            |        |                        |              |  |  |          |        |
|  |                  |                  |            |        |                        |              |  |  |          |        |
|  | Russie           | 8                |            |        |                        |              |  |  |          |        |
|  | Russie           | 8                |            |        |                        |              |  |  |          |        |
|  | Allemagne        | 4                |            |        |                        |              |  |  |          |        |
|  | Allemagne        | 4                | Russie     | 3      |                        |              |  |  |          |        |
|  |                  |                  | Russie     | 3      |                        |              |  |  |          |        |
|  |                  | États-Unis       | 4          |        |                        |              |  |  |          |        |
|  | Suède            | États-Unis       | 4          | 0      |                        |              |  |  |          |        |
|  | Suède            |                  |            | 0      |                        |              |  |  |          |        |
|  | États-Unis       | 4                |            |        |                        |              |  |  |          |        |
|  | États-Unis       | 4                | États-Unis | 2      |                        |              |  |  |          |        |
|  |                  |                  | États-Unis | 2      |                        |              |  |  |          |        |
|  |                  | Canada           | 3          |        |                        |              |  |  |          |        |
|  | Finlande         | Canada           | 3          | 7      |                        |              |  |  |          |        |
|  | Finlande         |                  |            | 7      |                        |              |  |  |          |        |
|  | Suisse           | 4                |            |        |                        |              |  |  |          |        |
|  | Suisse           | 4                | Finlande   | 1      |                        |              |  |  |          |        |
|  |                  |                  | Finlande   | 1      | Match pour la 3e place |              |  |  |          |        |
|  |                  | Canada           | 3          |        |                        |              |  |  |          |        |
|  | Canada           | Canada           | 3          | 6      |                        |              |  |  |          |        |
|  | Canada           |                  |            | 6      |                        |              |  |  |          |        |
|  | Tchéquie         | 0                |            | Russie | 1                      |              |  |  |          |        |
|  | Tchéquie         | 0                |            | Russie | 1                      |              |  |  |          |        |
|  |                  |                  |            |        |                        |              |  |  | Finlande | 2      |
|  |                  |                  |            |        |                        |              |  |  | Finlande | 2      |

#### Quarts de finale
| 25 avril 2013 | Finlande | 7-4 (1–0, 2–3, 4–1) | Suisse | Palais des glaces Bolchoï 1 014 spectateurs |

| Feuille de match | Feuille de match | Feuille de match                            | Feuille de match | Feuille de match                                                        |
| ---------------- | --- | ------------------------------------------- | --- | ----------------------------------------------------------------------- |
|                  | J. Antonen (S. Kinnunen, J. Kuronen) – 10:21 J. Ikonen (A. Lehkonen) – 20:17 J. Ikonen (A. Mustonen, J. Antonen) (PP) – 22:07 A. Mustonen (A. Lehkonen, J. Ikonen) – 44:01 J. Antonen (A. Mustonen, A. Lehkonen) SN – 44:47 J. Puhakka (O. Rauhala, J. Honka) – 45:27 J. Tanus (K. Kapanen) – 49:35 | 1–0 2–0 2–1 3–1 3–2 3–3 4–3 5–3 6–3 6–4 7–4 | 20:26 – F. Hogger (L. Fazzini) 33:22 – M. Muller (L. Fazzini) SN 38:45 – P. Suter (P. Baltisberger) 48:12 – Y. Rathgeb (J. Fuchs, M. Muller) SN | Arbitrage : Jacob Grumsen Ievgueni Romasko Rudolf Tosenovjan Matt Traub |
| Juuse Saros      | Gardiens | Nicola Aeberhard                            | | Arbitrage : Jacob Grumsen Ievgueni Romasko Rudolf Tosenovjan Matt Traub |
| 14 min           | Pénalités | 6 min                                       | | Arbitrage : Jacob Grumsen Ievgueni Romasko Rudolf Tosenovjan Matt Traub |
| 31               | Tirs | 31                                          | | Arbitrage : Jacob Grumsen Ievgueni Romasko Rudolf Tosenovjan Matt Traub |

| 25 avril 2013 | Suède | 0-4 (0–2, 0–0, 0–2) | États-Unis | Chaïba Arena 615 spectateurs |

| Feuille de match | Feuille de match | Feuille de match | Feuille de match | Feuille de match                                                      |
| ---------------- | ---------------- | ---------------- | --- | --------------------------------------------------------------------- |
|                  |                  | 0–1 0–2 0–3 0–4  | 13:14 – W. Butcher (T. Vannelli, E. Allen) SN 17:31 – T. Motte (H. Fasching) 46:50 – M. McCarron (T. Kelleher) SN 55:08 – JT Compher | Arbitrage : Rene Hradil Steve Papp Joep Leermakers Edouard Metalnikov |
| Jonas Johansson  | Gardiens         | Thatcher Demko   | | Arbitrage : Rene Hradil Steve Papp Joep Leermakers Edouard Metalnikov |
| 12 min           | Pénalités        | 14 min           | | Arbitrage : Rene Hradil Steve Papp Joep Leermakers Edouard Metalnikov |
| 28               | Tirs             | 42               | | Arbitrage : Rene Hradil Steve Papp Joep Leermakers Edouard Metalnikov |

| 25 avril 2013 | Russie | 8-4 (2–1, 4–0, 2–3) | Allemagne | Palais des glaces Bolchoï 6 864 spectateurs |

| Feuille de match                     | Feuille de match | Feuille de match                                | Feuille de match | Feuille de match                                                     |
| ------------------------------------ | --- | ----------------------------------------------- | --- | -------------------------------------------------------------------- |
|                                      | V. Nitchouchkine (P. Boutchnevitch, N. Demidov) SN – 01:42 S. Toltchinski (I. Barbachev, V. Tkatchiov) SN – 18:18 V. Nitchouchkine (P. Boutchnevitch, I. Ivanov) – 21:47 R. Galeïev (N. Setdikov, N. Chatski) – 26:50 A. Alekseïev (Svechnikov, V. Lechenko) – 27:43 S. Toltchinski (I. Barbachev) – 31:44 R. Galeïev (N. Chatski, N. Setdikov) – 43:24 V. Nitchouchkine – 53:39 | 1–0 1–1 2–1 3–1 4–1 5–1 6–1 6–2 6–3 7–3 7–4 8–4 | 08:01 – T. Bender (J. Moser, L. Draisaitl) 41:21 – D. Kahun 42:53 – A. Eder (M. Kammerer) 47:31 – F. Wagner (Y. Walch, P. Tuomie) SN | Arbitrage : Jari Leppaalho Robert Mullner Kenji Kosaka Mariusz Smura |
| Igor Chestiorkine Nikita Serebriakov | Gardiens | Kevin Reich                                     | | Arbitrage : Jari Leppaalho Robert Mullner Kenji Kosaka Mariusz Smura |
| 85 min                               | Pénalités | 83 min                                          | | Arbitrage : Jari Leppaalho Robert Mullner Kenji Kosaka Mariusz Smura |
| 44                                   | Tirs | 37                                              | | Arbitrage : Jari Leppaalho Robert Mullner Kenji Kosaka Mariusz Smura |

| 25 avril 2013 | Canada | 6-0 (1–0, 2–0, 3–0) | Tchéquie | Chaïba Arena 898 spectateurs |

| Feuille de match    | Feuille de match | Feuille de match        | Feuille de match | Feuille de match                                                     |
| ------------------- | --- | ----------------------- | ---------------- | -------------------------------------------------------------------- |
|                     | S. Reinhart (S. Bennett, M. Bowey) – 19:27 C. McDavid (S. Bennett, S. Theodore) – 38:31 N. Baptiste (S. Theodore) – 38:57 C. McDavid (N. Baptiste, S. Bennett) SN – 45:45 C. McDavid (S. Reinhart, M. Klimchuk) – 48:31 L. Dauphin (N. Baptiste, S. Morin) – 55:10 | 1–0 2–0 3–0 4–0 5–0 6–0 |                  | Arbitrage : Igor Dremelj Timothy Mayer Fraser McIntyre Pasi Nieminen |
| Philippe Desrosiers | Gardiens | Jindrich Pacl           |                  | Arbitrage : Igor Dremelj Timothy Mayer Fraser McIntyre Pasi Nieminen |
| 12 min              | Pénalités | 12 min                  |                  | Arbitrage : Igor Dremelj Timothy Mayer Fraser McIntyre Pasi Nieminen |
| 37                  | Tirs | 19                      |                  | Arbitrage : Igor Dremelj Timothy Mayer Fraser McIntyre Pasi Nieminen |

#### Demi-finales
| 26 avril 2013 | Canada | 3-1 (0–0, 2–0, 1–1) | Finlande | Palais des glaces Bolchoï 2 956 spectateurs |

| Feuille de match    | Feuille de match | Feuille de match | Feuille de match                                      | Feuille de match                                                        |
| ------------------- | --- | ---------------- | ----------------------------------------------------- | ----------------------------------------------------------------------- |
|                     | M. Klimchuk (F. Gauthier, S. Reinhart) – 23:53 J. Morrissey (F. Gauthier, M. Klimchuk) SN – 24:54 S. Bennett (cage vide) 59:22 | 1–0 2–0 2–1 3–1  | 47:13 – A. Ainali (J. Antonen, A. Lehkonen) double SN | Arbitrage : Timothy Mayer Ievgueni Romasko Kenji Kosaka Henrik Pihlblad |
| Philippe Desrosiers | Gardiens | Juuse Saros      |                                                       | Arbitrage : Timothy Mayer Ievgueni Romasko Kenji Kosaka Henrik Pihlblad |
| 6 min               | Pénalités | 12 min           |                                                       | Arbitrage : Timothy Mayer Ievgueni Romasko Kenji Kosaka Henrik Pihlblad |
| 39                  | Tirs | 26               |                                                       | Arbitrage : Timothy Mayer Ievgueni Romasko Kenji Kosaka Henrik Pihlblad |

| 26 avril 2013 | Russie | 3-4 (TB) (0–1, 2–0, 1–2, 0-0, 0-1) | États-Unis | Palais des glaces Bolchoï 6 779 spectateurs |

| Feuille de match  | Feuille de match | Feuille de match            | Feuille de match                                                                               | Feuille de match                                                     |
| ----------------- | --- | --------------------------- | ---------------------------------------------------------------------------------------------- | -------------------------------------------------------------------- |
|                   | P. Boutchnevitch (V. Nitchouchkine) double SN – 25:14 V. Nitchouchkine (P. Boutchnevitch) – 32:49 V. Lechenko (I. Barbachev) – 56:41 | 0–1 1–1 2–1 2–2 3–2 3–3 3-4 | 16:09 – M. McCarron SN 44:04 – T. Vannelli (T. Kelleher, E. Allen) 57:55 – A. Louis JT Compher | Arbitrage : Tobias Bjork Rene Hradil Pasi Nieminen Rudolf Tosenovjan |
| Igor Chestiorkine | Gardiens | Thatcher Demko              |                                                                                                | Arbitrage : Tobias Bjork Rene Hradil Pasi Nieminen Rudolf Tosenovjan |
| 8 min             | Pénalités | 10 min                      |                                                                                                | Arbitrage : Tobias Bjork Rene Hradil Pasi Nieminen Rudolf Tosenovjan |
| 29                | Tirs | 58                          |                                                                                                | Arbitrage : Tobias Bjork Rene Hradil Pasi Nieminen Rudolf Tosenovjan |

#### Match pour la troisième place
| 28 avril 2013 | Russie | 1-2 (0–2, 1–0, 0–0) | Finlande | Palais des glaces Bolchoï 5 925 spectateurs |

| Feuille de match  | Feuille de match                    | Feuille de match | Feuille de match                                                                        | Feuille de match                                              |
| ----------------- | ----------------------------------- | ---------------- | --------------------------------------------------------------------------------------- | ------------------------------------------------------------- |
|                   | 30 min 59 s, Tkatchiov (Rafikov) SN | 0-1 0-2 1-2      | 0 min 34 s – A. Lehkonen (J. Honka, A. Lintuniemi) 9 min 43 s – K. Kapanen (O. Rauhala) | Arbitrage : Rene Hradil Steve Papp Fraser McIntyre Matt Traub |
| Igor Chestiorkine | Gardiens                            | Juuse Saros      |                                                                                         | Arbitrage : Rene Hradil Steve Papp Fraser McIntyre Matt Traub |
| 2 min             | Pénalités                           | 6 min            |                                                                                         | Arbitrage : Rene Hradil Steve Papp Fraser McIntyre Matt Traub |
| 25                | Tirs                                | 27               |                                                                                         | Arbitrage : Rene Hradil Steve Papp Fraser McIntyre Matt Traub |

#### Finale
| 28 avril 2013 | Canada | 3-2 (1–0, 2–2, 0–0) | États-Unis | Palais des glaces Bolchoï 6 127 spectateurs |

| Feuille de match    | Feuille de match                                                                                            | Feuille de match    | Feuille de match                                                   | Feuille de match                                                             |
| ------------------- | --- | ------------------- | ------------------------------------------------------------------ | ---------------------------------------------------------------------------- |
|                     | L. Dauphin (N. Baptiste) – 09:29 M. Bowey (L. Dauphin) – 32:48 F. Gauthier (N. Baptiste, C. Bigras) – 36:26 | 1–0 1–1 1–2 2–2 3–2 | 21:48 – C. Clifton (H. Fasching) 29:42 – M. McCarron (T. Kelleher) | Arbitrage : Tobias Bjork Ievgueni Romasko Joep Leermakers Edouard Metalnikov |
| Philippe Desrosiers | Gardiens | Thatcher Demko      |                                                                    | Arbitrage : Tobias Bjork Ievgueni Romasko Joep Leermakers Edouard Metalnikov |
| 6 min               | Pénalités                                                                                                   | 2 min               |                                                                    | Arbitrage : Tobias Bjork Ievgueni Romasko Joep Leermakers Edouard Metalnikov |
| 12                  | Tirs | 35                  |                                                                    | Arbitrage : Tobias Bjork Ievgueni Romasko Joep Leermakers Edouard Metalnikov |

### Classement final
| Place              | Équipe     |
| ------------------ | ---------- |
| Médaille d'or      | Canada     |
| Médaille d'argent  | États-Unis |
| Médaille de bronze | Finlande   |
| 4                  | Russie     |
| 5                  | Suède      |
| 6                  | Suisse     |
| 7                  | Tchéquie   |
| 8                  | Allemagne  |
| 9                  | Slovaquie  |
| 10                 | Lettonie   |

### Honneurs individuels
- Meilleur gardien : Juuse Saros (Finlande)
- Meilleur défenseur : Steven Santini (États-Unis)
- Meilleur attaquant : Connor McDavid (Canada)

## Division IA
Elle se déroule à Asiago en Italie du 7 au 13 avril 2013.
| Date     | Équipe      | Score      | Équipe      | Score par période       |
| -------- | ----------- | ---------- | ----------- | ----------------------- |
| 7 avril  | France      | 2-3        | Norvège     | 2-0, 0-0, 0-3           |
| 7 avril  | Biélorussie | 2-3 t.a.b. | Danemark    | 0-1, 1-0, 1-1, 0-0, 0-1 |
| 7 avril  | Slovénie    | 2-3        | Italie      | 1-0, 1-1, 0-2           |
| 8 avril  | Danemark    | 5-1        | France      | 1-0, 0-0, 4-1           |
| 8 avril  | Norvège     | 7-3        | Slovénie    | 1-1, 2-1, 4-1           |
| 8 avril  | Italie      | 4-1        | Biélorussie | 2-0, 1-0, 1-1           |
| 10 avril | Danemark    | 3-0        | Slovénie    | 1-0, 2-0, 0-0           |
| 10 avril | Biélorussie | 6-1        | France      | 3-0, 2-1, 1-0           |
| 10 avril | Norvège     | 12-1       | Italie      | 4-0, 4-0, 4-0           |
| 11 avril | Norvège     | 6-3        | Biélorussie | 2-2, 3-0, 1-1           |
| 11 avril | France      | 6-2        | Slovénie    | 2-0, 2-2, 2-0           |
| 11 avril | Italie      | 0-5        | Danemark    | 0-0, 0-4, 0-1           |
| 13 avril | Slovénie    | 1-5        | Biélorussie | 0-0, 0-2, 1-3           |
| 13 avril | Danemark    | 6-3        | Norvège     | 2-1, 0-2, 4-0           |
| 13 avril | Italie      | 3-4 t.a.b. | France      | 0-2, 1-1, 2-0, 0-0, 0-1 |

| Clt   | Équipe      | PJ | V | VP | D | DP | BP | BC | Diff | Pts |
| ----- | ----------- | -- | - | -- | - | -- | -- | -- | ---- | --- |
| +001, | Danemark    | 5  | 4 | 1  | 0 | 0  | 22 | 6  | +16  | 14  |
| +002, | Norvège     | 5  | 4 | 0  | 0 | 1  | 31 | 15 | +16  | 12  |
| +003, | Italie      | 5  | 2 | 0  | 1 | 2  | 11 | 24 | -13  | 7   |
| +004, | Biélorussie | 5  | 2 | 0  | 1 | 2  | 17 | 15 | +2   | 7   |
| +005, | France      | 5  | 1 | 1  | 0 | 3  | 14 | 19 | -5   | 5   |
| +006, | Slovénie    | 5  | 0 | 0  | 0 | 5  | 8  | 24 | -16  | 0   |

- Promu
- Relégué

## Division IB
Elle se déroule à Tychy en Pologne du 14 au 20 avril 2013.
| Date     | Équipe       | Score | Équipe       | Score par période |
| -------- | ------------ | ----- | ------------ | ----------------- |
| 14 avril | Ukraine      | 0-8   | Kazakhstan   | 0-2, 0-1, 0-5     |
| 14 avril | Corée du Sud | 1-4   | Autriche     | 0-1, 0-1, 1-2     |
| 14 avril | Pologne      | 5-3   | Japon        | 2-1, 2-2, 1-0     |
| 15 avril | Kazakhstan   | 10-1  | Corée du Sud | 5-0, 2-1, 3-0     |
| 15 avril | Japon        | 5-4   | Ukraine      | 1-2, 3-1, 1-1     |
| 15 avril | Autriche     | 8-1   | Pologne      | 3-0, 0-1, 5-0     |
| 17 avril | Japon        | 4-2   | Corée du Sud | 0-1, 1-0, 3-1     |
| 17 avril | Kazakhstan   | 5-1   | Autriche     | 1-0, 1-1, 3-0     |
| 17 avril | Pologne      | 3-2   | Ukraine      | 1-0, 2-1, 0-1     |
| 18 avril | Autriche     | 1-6   | Japon        | 1-1, 0-1, 0-4     |
| 18 avril | Ukraine      | 6-1   | Corée du Sud | 3-0, 2-0, 1-1     |
| 18 avril | Kazakhstan   | 5-4   | Pologne      | 1-1, 1-1, 3-2     |
| 20 avril | Autriche     | 7-5   | Ukraine      | 0-2, 3-1, 4-2     |
| 20 avril | Japon        | 5-6   | Kazakhstan   | 1-4, 2-1, 2-1     |
| 20 avril | Corée du Sud | 3-5   | Pologne      | 0-1, 2-2, 1-2     |

| Clt   | Équipe       | PJ | V | VP | D | DP | BP | BC | Diff | Pts |
| ----- | ------------ | -- | - | -- | - | -- | -- | -- | ---- | --- |
| +001, | Kazakhstan   | 5  | 5 | 0  | 0 | 0  | 34 | 11 | +23  | 15  |
| +002, | Japon        | 5  | 3 | 0  | 0 | 2  | 23 | 18 | +5   | 9   |
| +003, | Autriche     | 5  | 3 | 0  | 0 | 2  | 21 | 18 | +3   | 9   |
| +004, | Pologne      | 5  | 3 | 0  | 0 | 2  | 18 | 21 | -3   | 9   |
| +005, | Ukraine      | 5  | 1 | 0  | 0 | 4  | 17 | 24 | -7   | 3   |
| +006, | Corée du Sud | 5  | 0 | 0  | 0 | 5  | 8  | 29 | -21  | 0   |

- Promu
- Relégué

## Division IIA
Elle se déroule à Tallinn en Estonie du 31 mars au 6 avril 2013.
| Date      | Équipe          | Score      | Équipe          | Score par période       |
| --------- | --------------- | ---------- | --------------- | ----------------------- |
| 31 mars   | Roumanie        | 3-4 t.a.b. | Croatie         | 0-0, 2-2, 1-1, 0-0, 0-1 |
| 31 mars   | Lituanie        | 2-4        | Hongrie         | 0-2, 0-2, 2-0           |
| 31 mars   | Estonie         | 3-7        | Grande-Bretagne | 0-2, 2-4, 1-1           |
| 1er avril | Roumanie        | 4-3        | Lituanie        | 1-0, 3-2, 0-1           |
| 1er avril | Hongrie         | 6-2        | Grande-Bretagne | 1-1, 4-1, 1-0           |
| 1er avril | Croatie         | 5-0        | Estonie         | 2-0, 1-0, 2-0           |
| 3 avril   | Lituanie        | 2-3        | Grande-Bretagne | 1-1, 1-1, 0-1           |
| 3 avril   | Hongrie         | 2-1        | Croatie         | 1-0, 0-0, 1-1           |
| 3 avril   | Roumanie        | 4-2        | Estonie         | 1-1, 2-1, 1-0           |
| 4 avril   | Croatie         | 3-4 t.a.b. | Lituanie        | 0-3, 2-0, 1-0, 0-0, 0-1 |
| 4 avril   | Grande-Bretagne | 2-1 t.a.b. | Roumanie        | 0-0, 0-1, 1-0, 0-0, 1-0 |
| 4 avril   | Estonie         | 3-9        | Hongrie         | 2-3, 0-5, 1-1           |
| 6 avril   | Hongrie         | 2-1 t.a.b. | Roumanie        | 0-0, 0-1, 1-0, 0-0, 1-0 |
| 6 avril   | Grande-Bretagne | 3-5        | Croatie         | 1-1, 1-2, 1-2           |
| 6 avril   | Lituanie        | 6-5 t.a.b. | Estonie         | 0-0, 2-2, 3-3, 0-0, 1-0 |

| Clt   | Équipe          | PJ | V | VP | D | DP | BP | BC | Diff | Pts |
| ----- | --------------- | -- | - | -- | - | -- | -- | -- | ---- | --- |
| +001, | Hongrie         | 5  | 4 | 1  | 0 | 0  | 23 | 9  | +14  | 14  |
| +002, | Croatie         | 5  | 2 | 1  | 1 | 1  | 18 | 12 | +6   | 9   |
| +003, | Roumanie        | 5  | 2 | 0  | 3 | 0  | 13 | 13 | 0    | 9   |
| +004, | Grande-Bretagne | 5  | 2 | 1  | 0 | 2  | 17 | 17 | 0    | 8   |
| +005, | Lituanie        | 5  | 0 | 2  | 0 | 3  | 17 | 19 | -2   | 4   |
| +006, | Estonie         | 5  | 0 | 0  | 1 | 4  | 13 | 31 | -18  | 1   |

- Promu
- Relégué

## Division IIB
Elle se déroule à Belgrade en Serbie du 9 mars au 15 mars 2013.
| Date    | Équipe    | Score | Équipe    | Score par période |
| ------- | --------- | ----- | --------- | ----------------- |
| 9 mars  | Belgique  | 3-1   | Islande   | 1-0, 1-0, 1-1     |
| 9 mars  | Espagne   | 2-6   | Pays-Bas  | 1-2, 1-3, 0-1     |
| 9 mars  | Serbie    | 8-0   | Australie | 1-0, 3-0, 4-0     |
| 10 mars | Pays-Bas  | 4-2   | Islande   | 1-1, 0-0, 3-1     |
| 10 mars | Australie | 0-7   | Belgique  | 0-3, 0-2, 0-2     |
| 10 mars | Serbie    | 2-3   | Espagne   | 0-0, 1-2, 1-1     |
| 12 mars | Pays-Bas  | 7-1   | Australie | 2-0, 3-1, 2-0     |
| 12 mars | Espagne   | 7-0   | Islande   | 3-0, 2-0, 2-0     |
| 12 mars | Serbie    | 2-1   | Belgique  | 1-0, 1-0, 0-1     |
| 13 mars | Australie | 0-4   | Espagne   | 0-2, 0-0, 0-2     |
| 13 mars | Belgique  | 2-5   | Pays-Bas  | 0-2, 2-1, 0-2     |
| 13 mars | Islande   | 0-4   | Serbie    | 0-0, 0-1, 0-3     |
| 15 mars | Espagne   | 6-2   | Belgique  | 0-0, 4-0, 2-2     |
| 15 mars | Islande   | 5-2   | Australie | 0-1, 0-0, 5-1     |
| 15 mars | Pays-Bas  | 4-2   | Serbie    | 2-1, 2-1, 0-0     |

| Clt   | Équipe    | PJ | V | VP | D | DP | BP | BC | Diff | Pts |
| ----- | --------- | -- | - | -- | - | -- | -- | -- | ---- | --- |
| +001, | Pays-Bas  | 5  | 5 | 0  | 0 | 0  | 26 | 9  | +17  | 15  |
| +002, | Espagne   | 5  | 4 | 0  | 0 | 1  | 22 | 10 | +12  | 12  |
| +003, | Serbie    | 5  | 3 | 0  | 0 | 2  | 18 | 8  | +10  | 9   |
| +004, | Belgique  | 5  | 2 | 0  | 0 | 3  | 15 | 14 | +1   | 6   |
| +005, | Islande   | 5  | 1 | 0  | 0 | 4  | 8  | 20 | -12  | 3   |
| +006, | Australie | 5  | 0 | 0  | 0 | 5  | 3  | 31 | -28  | 0   |

- Promu
- Relégué

## Division IIIA
Elle se déroule à Taipei en République de Chine du 11 au 16 mars 2013.
| Date    | Équipe           | Score | Équipe           | Score par période |
| ------- | ---------------- | ----- | ---------------- | ----------------- |
| 11 mars | Taipei chinois   | 4-9   | Nouvelle-Zélande | 1-3, 1-2, 2-4     |
| 11 mars | Mexique          | 0-6   | Chine            | 0-2, 0-1, 0-3     |
| 12 mars | Bulgarie         | 2-9   | Taipei chinois   | 0-3, 0-4, 2-2     |
| 13 mars | Chine            | 14-0  | Bulgarie         | 6-0, 2-0, 6-0     |
| 13 mars | Nouvelle-Zélande | 2-0   | Mexique          | 0-0, 2-0, 0-0     |
| 14 mars | Taipei chinois   | 0-8   | Chine            | 0-2, 0-2, 0-4     |
| 15 mars | Mexique          | 0-3   | Taipei chinois   | 0-1, 0-2, 0-0     |
| 15 mars | Nouvelle-Zélande | 6-2   | Bulgarie         | 0-0, 1-1, 5-1     |
| 16 mars | Bulgarie         | 4-3   | Mexique          | 2-1, 1-2, 1-0     |
| 16 mars | Chine            | 6-3   | Nouvelle-Zélande | 0-1, 5-2, 1-0     |

| Clt   | Équipe           | PJ | V | VP | D | DP | BP | BC | Diff | Pts |
| ----- | ---------------- | -- | - | -- | - | -- | -- | -- | ---- | --- |
| +001, | Chine            | 4  | 4 | 0  | 0 | 1  | 34 | 3  | +31  | 12  |
| +002, | Nouvelle-Zélande | 4  | 3 | 0  | 0 | 2  | 20 | 12 | +8   | 9   |
| +003, | Taipei chinois   | 4  | 2 | 0  | 0 | 2  | 16 | 19 | -3   | 6   |
| +004, | Bulgarie         | 4  | 1 | 0  | 0 | 3  | 8  | 32 | -24  | 3   |
| +005, | Mexique          | 4  | 0 | 0  | 0 | 4  | 3  | 15 | -12  | 0   |

- Promu
- Relégué

## Division IIIB
Elle se déroule à Izmit en Turquie du 7 au 10 février 2013.
| Date       | Équipe         | Score | Équipe         | Score par période |
| ---------- | -------------- | ----- | -------------- | ----------------- |
| 7 février  | Israël         | 16-2  | Irlande        | 6-1, 4-0, 6-1     |
| 7 février  | Turquie        | 2-5   | Afrique du Sud | 0-3, 0-1, 2-1     |
| 9 février  | Afrique du Sud | 8-2   | Irlande        | 4-0, 2-2, 2-0     |
| 9 février  | Israël         | 6-1   | Turquie        | 0-0, 2-1, 4-0     |
| 10 février | Afrique du Sud | 1-3   | Israël         | 0-1, 0-1, 1-1     |
| 10 février | Turquie        | 10-2  | Irlande        | 3-1, 2-0, 5-1     |

| Clt   | Équipe         | PJ | V | VP | D | DP | BP | BC | Diff | Pts |
| ----- | -------------- | -- | - | -- | - | -- | -- | -- | ---- | --- |
| +001, | Israël         | 3  | 3 | 0  | 0 | 0  | 25 | 4  | +21  | 9   |
| +002, | Afrique du Sud | 3  | 2 | 0  | 0 | 1  | 14 | 7  | +7   | 6   |
| +003, | Turquie        | 3  | 1 | 0  | 0 | 2  | 13 | 13 | 0    | 3   |
| +004, | Irlande        | 3  | 0 | 0  | 0 | 3  | 6  | 34 | -28  | 0   |

- Promu